# Yingmaili (sockenhuvudort i Kina, Xinjiang Uygur Zizhiqu, lat 39,51, long 76,80)
Yingmaili (kinesiska: 英买里, 英买里乡) är en sockenhuvudort i Kina. Den ligger i den autonoma regionen Xinjiang, i den nordvästra delen av landet, omkring 1 000 kilometer sydväst om regionhuvudstaden Ürümqi. Antalet invånare är 30 135. Befolkningen består av 14 926 kvinnor och 15 209 män. Barn under 15 år utgör 26,0 %, vuxna 15-64 år 67 %, och äldre över 65 år 6,0 %.
Runt Yingmaili är det ganska glesbefolkat, med 47 invånare per kvadratkilometer. Närmaste större samhälle är Hexia'awati, 12,1 km norr om Yingmaili. Trakten runt Yingmaili består till största delen av jordbruksmark.
Genomsnittlig årsnederbörd är 122 millimeter. Den regnigaste månaden är maj, med i genomsnitt 27 mm nederbörd, och den torraste är december, med 2 mm nederbörd.